# (5131) 1990 BG
(5131) 1990 BG es un asteroide que forma parte de los asteroides Apolo, descubierto el 21 de enero de 1990 por Eleanor F. Helin y el también astrónomo Brian P. Roman desde el Observatorio del Monte Palomar, Estados Unidos.

## Designación y nombre
Designado provisionalmente como 1990 BG.

## Características orbitales
1990 BG está situado a una distancia media del Sol de 1,486 ua, pudiendo alejarse hasta 2,331 ua y acercarse hasta 0,6401 ua. Su excentricidad es 0,569 y la inclinación orbital 36,42 grados. Emplea 661,699 días en completar una órbita alrededor del Sol.

## Características físicas
La magnitud absoluta de 1990 BG es 14,7. Está asignado al tipo espectral S según la clasificación SMASSII.